# Пинк Флойд: Стена
«Пинк Флойд: Стена» (англ. Pink Floyd The Wall) — художественный фильм режиссёра Алана Паркера по сценарию Роджера Уотерса, основанный на одноимённом альбоме группы Pink Floyd 1979 года. Включает в себя игровые и анимационные эпизоды, в которых перемешано настоящее главного героя — Пинка Флойда, его воспоминания, фантазии и метафорические образы, передающие состояние персонажа. Видеоряд сопровождается песнями Pink Floyd, преимущественно совпадающими с содержанием альбома (незначительная часть песен опущена, добавлены песни, отсутствующие в альбоме, местами изменён текст). Анимация в фильме выполнена Джеральдом Скарфом. Премьеры: 22 мая 1982 года (Каннский кинофестиваль), 14 июля 1982 (Англия и Франция). Фильм частично базируется на биографиях Роджера Уотерса и Сида Барретта. Самой известной песней из «Стены», занявшей высокие места в хит-парадах, является «Another Brick in the Wall, Part II» («Ещё один кирпич в стене, часть II»), в которой поётся о притеснениях школьников учителями.

## Сюжет

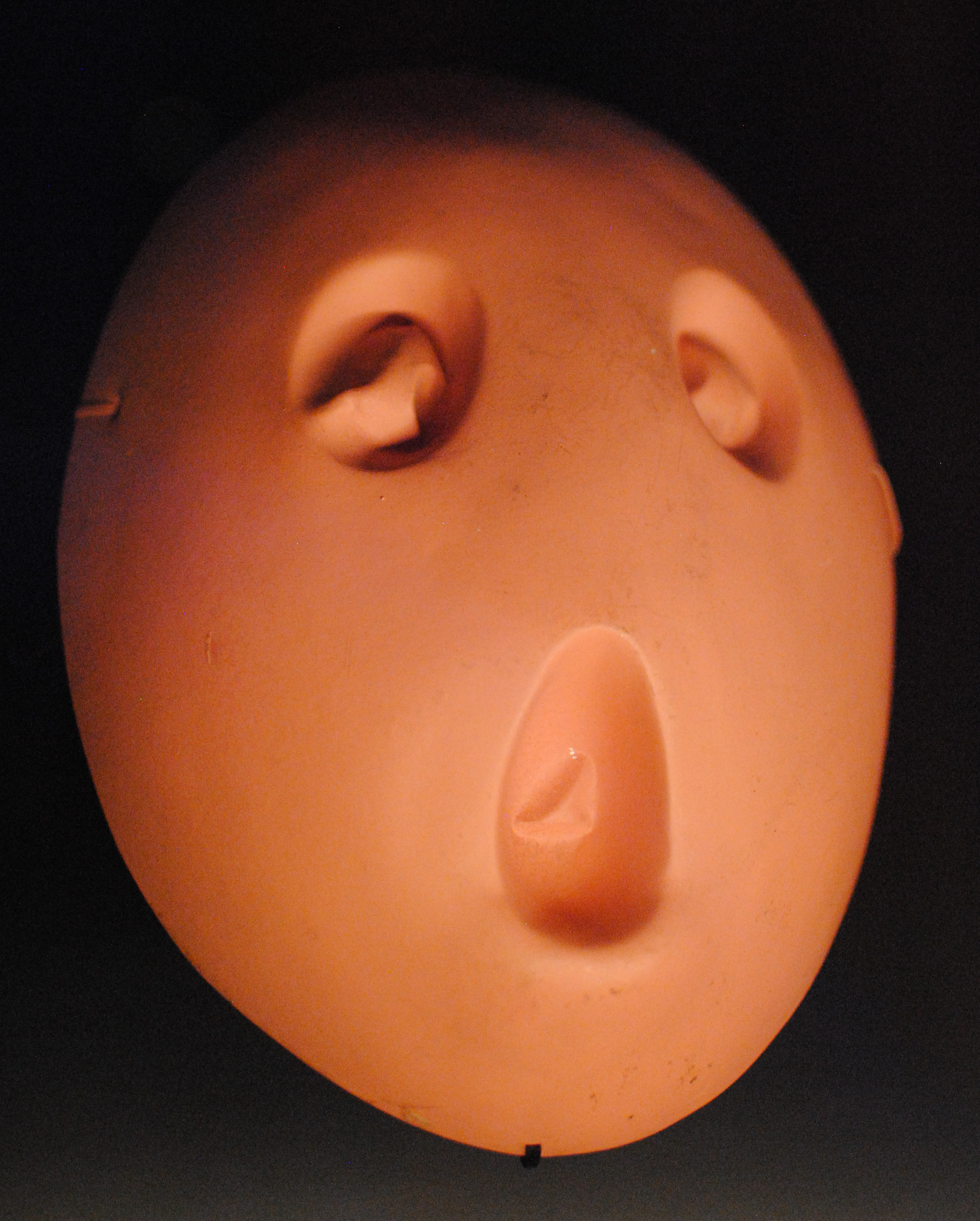
Одна из масок, которую носят дети в классе

Главный герой фильма — Пинк — с детства ограждает себя от общества, от влияния окружающих его людей, их нравов и предрассудков. Его отец погиб во время Второй Мировой войны, и маленький Пинк безуспешно ищет ему замену в других мужчинах. В детстве Пинк сталкивается с некомпетентностью и грубостью учителей, с тем, что они «тащат наружу каждую слабость, скрываемую детьми».
Повзрослев, Пинк становится рок-музыкантом и добивается успеха в США. Он женится, но со временем всё больше и больше отдаляется от жены. Она изменяет ему с неким общественным активистом, пока Пинк был на гастролях в Лос-Анджелесе. Жена возвращается к нему, но под действием наркотиков Пинк её не узнает. И она вновь уходит от него, на этот раз — навсегда. На вечеринке, после выступления Пинка, одна из девушек-групи попадает в пентхаус отеля и пытается переспать с ним, но Пинк срывается и вдребезги разносит апартаменты, выгоняя её из номера.
Главный герой решает полностью уйти в себя, достроив Стену. Ему удаётся это лишь под действием наркотиков, но в момент выхода на сцену он впадает в состояние ступора. Однако шоу должно продолжаться любой ценой — и продюсер, чтобы оживить Пинка перед выступлением, приказывает врачам ввести ему сильнодействующий наркотик.
Пинка выводят на сцену, но в его больном воображении концерт становится нацистским митингом, а он сам — фюрером. В какой-то момент действие наркотиков заканчивается, и Пинк пытается остановить безумие в своём сознании. Противостоя «червям», Пинк учиняет самому себе суд, чтобы сбросить груз прошлого и сломать Стену, отделяющую его от нормальной жизни.
И вот судебный процесс начинается: он идёт прямо в его душе, в его ещё не совсем окрепшем разуме. Внутренним взором герой видит главных действующих лиц своей жизни, когда-либо покушавшихся на его душу. И этот суд является необходимым моментом его внутреннего освобождения. В результате мучительного процесса Пинк рушит свою собственную Стену, тем самым освобождаясь от безумия.
Последняя сцена фильма — дети, наводящие порядок на обломках Стены.

## В ролях

Специально для фильма британским художником-карикатуристом и аниматором Джеральдом Скарфом были созданы анимационные эпизоды, показывающие внутренний мир главного героя. (Марш молотков — кадр из фильма «The Wall»).

| Актёр             | Роль           |
| ----------------- | -------------- |
| Боб Гелдоф        | Пинк           |
| Кристина Харгривз | мать Пинка     |
| Элинор Дэвид      | жена Пинка     |
| Боб Хоскинс       | менеджер Пинка |
| Дэвид Бинэм       | Пинк в детстве |
| Кевин Маккеон     | Пинк в юности  |
| Алекс Макэвой     | учитель        |
| Марджери Мейсон   | жена учителя   |

## Песни в фильме
Изменения песен из альбома (большинство композиций было перезаписано для финального звукового ряда фильма):
| Композиция                     | Изменения |
| ------------------------------ | --- |
| When the Tigers Broke Free 1   | Отсутствует в альбоме, добавлена. |
| In the Flesh?                  | Перемикширована и перезаписана с вокалом Боба Гелдофа. |
| The Thin Ice                   | Перемикширована, растянута. |
| Another Brick in the Wall 1    | Без изменений. |
| When the Tigers Broke Free 2   | Отсутствует в альбоме, добавлена. |
| Goodbye Blue Sky               | Перемикширована. |
| The Happiest Days of Our Lives | Перемикширована. |
| Another Brick in the Wall 2    | Перемикширована с соло-гитарой. Отредактирован и сокращён отрывок с вокалом детского хора; записаны и добавлены реплики учителя (голос Алекса МакЭвоя). Дополнительно добавлен отрывок из куплета детского хора. |
| Mother                         | Полностью перезаписана без использования гитарного соло. Текст изменен в сторону сюжетной линии фильма. |
| Empty Spaces                   | Опущена в пользу композиции «What Shall We Do Now?». |
| What Shall We Do Now?          | Альтернативная версия «Empty Spaces»; отсутствует в альбоме, добавлена. |
| Young Lust                     | Без изменений, но добавлены крики и вырезан диалог по телефону. |
| One of My Turns                | Перемикширована. |
| Don’t Leave Me Now             | Сокращена. |
| Another Brick in the Wall 3    | Полностью перезаписана в быстром темпе. |
| Goodbye Cruel World            | Без изменений. |
| Hey You                        | Не включена в фильм по решению Уотерса и Паркера. |
| Is There Anybody Out There?    | Перезаписана с использованием классической гитары. |
| Nobody Home                    | Перемикшировано вокальное исполнение. |
| Vera                           | Перемикширована в более медленном темпе. |
| Bring the Boys Back Home       | Полностью перезаписана с использованием музыки инструментального ансамбля и вокала Уэльского мужского хора. Удалён вокал Роджера Уотерса.                                                                        |
| Comfortably Numb               | Перемикширована с добавлением криков и частичным изменением бас-гитарного исполнения. |
| The Show Must Go On            | Не включена в фильм. |
| In the Flesh                   | Перезаписана с Уэльским вокально-инструментальным ансамблем и вокалом Боба Гелдофа. |
| Run Like Hell                  | Перемикширована, сокращена. |
| Waiting for the Worms          | Сокращена, но расширена с применением коды. |
| Stop                           | Полностью перезаписана с вокалом Боба Гелдофа без аккомпанемента. |
| The Trial                      | Перемикширована |
| Outside the Wall               | Полностью перезаписана с инструментальным ансамблем и вокалом Уэльского хора. Растянута. |